# ハインリヒ・ベルリン
ハインリヒ・ベルリン(Heinrich Berlin)は、ドイツ生まれのマヤ文字研究者。1930年代にヒトラーの迫害を逃れて出国し、メキシコで食品卸売業を営むかたわら、長年、パレンケの碑文研究に取り組んだ。
マヤ文字の解読について、パレンケの王の石棺の文字の観察から、 マヤの諸都市には紋章文字があって、碑文には、いわゆるパレンケの三神など特定の人物名が刻まれていることを発見した。1958年に、フランスの雑誌 Journal de la Société des Américanisitesの第47号に、マヤの都市遺跡か地名を表す文字として、「紋章文字」（Emblem Glyph）があると発表した。
ベルリンは、さらに、ティカル、ナランホ、ピエドラス・ネグラス、コパン、キリグア、セイバルの紋章文字を同定し、ある都市の石碑に別の都市の紋章文字が刻まれていることから、両都市間に何らかの関係があったことを示し、暦以外の文字を解読する突破口をひらき、碑文が歴史を刻んでいることを示唆し、マヤ都市間の政治地理学的な分析を可能にする契機をつくった。